# William Burn
William Burn (20 décembre 1789 - 15 février 1870) est un architecte écossais. Il reçoit d'importantes commandes de l'âge de 20 ans jusqu'à sa mort à 81 ans. Il construit dans de nombreux styles et est un pionnier du renouveau style baronnial écossais.

## Biographie
Burn est né à Rose Street  à Édimbourg, fils de l'architecte Robert Burn (architecte) et de sa femme Janet Patterson.
Il fait ses études au lycée de la vieille ville d'Édimbourg.
Après une formation auprès de l'architecte Sir Robert Smirke, concepteur du British Museum, il revient à Édimbourg en 1812. En 1841, il prend un élève, David Bryce, avec qui il s'associe plus tard. À partir de 1844, il travaille à Londres, où il prend comme associé son neveu John Macvicar Anderson.
En 1827, il est élu membre de la Royal Society of Edinburgh, inhabituel pour un architecte, son proposant étant James Skene. Il démissionne en 1845 après son déménagement à Londres.
Dans les années 1830, il vit et travaille au 131, George Street, dans la nouvelle ville . Il s'installe à Londres en 1844.
Burn est un maître de nombreux styles, mais tous se caractérisent par une simplicité bien proportionnée à l'extérieur et des intérieurs époustouflants fréquents. Il est un pionnier du renouveau baronnial écossais avec Helen's Tower (1848), Castlewellan Castle (1856) et Château de Balintore (1859).

## franc-maçonnerie
Franc-maçon, il est le Grand Architecte de la Grande Loge d'Écosse de 1827 à 1844 lorsque son élève, David Bryce, est nommé Grand Architecte « conjoint ». Tous deux sont dans la Grande Loge des Antient Free and Accepted Masons of Scotland, à ce titre conjoint jusqu'en 1849. Par la suite, David Bryce est Grand Architecte à part entière jusqu'en 1876 .

## Décès
Il est mort au 6 Stratton Street à Piccadilly, Londres  et est enterré au cimetière de Kensal Green juste au bord du chemin au nord-ouest de la chapelle anglicane.

## Œuvres
Burn est un architecte prolifique et heureux de se tourner vers des styles variés. Il conçoit des églises, des châteaux, des bâtiments publics, des maisons de campagne (jusqu'à 600), des monuments et d'autres structures, principalement en Écosse mais aussi en Angleterre et en Irlande. Ses œuvres comprennent entre autres :

### Écosse
- Ardanaiseig House, près de Kilchrenan, Argyll
- Château de Balintore, Angus (1859) Baronnial écossais
- The Binns (en), remodelé pour la famille Dalyell (1811) Gothique
- Château de Blairquhan, South Ayrshire (1821) Gothique
- Monument de Blantyre, Erskine (1825)
- Camperdown House (en), Dundee (1820) Renaissance grecque
- Château de Menzies (1840) nouvelle aile
- Carstairs House, South Lanarkshire (1820-1823) Gothique
- Ancienne église paroissiale de Corstorphine (1828) - jugée trop radicale et revenue à son orientation médiévale en 1905
- Reconstruction majeure de la Cathédrale de Dornoch (1835-1837)
- Le monument du duc de Gordon, Elgin, Moray (1839)
- Château de Dundas, près d'Edimbourg (1818) Gothique
- Dunira, Perthshire (1852) démoli
- Château de Dupplin (1828) démoli
- L'Académie d'Édimbourg (1824)
- Gallanach House, près d'Oban, Argyll (1814)
- Garscube House, Dunbartonshire (1827)
- Château d'Inverness, Inverness (1836) Gothique
- John Watson's Institution maintenant la Scottish National Gallery of Modern Art, Édimbourg (1825) Néoclassique
- Église paroissiale de Keir, village de Keirmill, Dumfriesshire (1813)
- Château de Lauriston, Édimbourg, Écosse, (partie ouest uniquement) (1827) Jacobean
- Murray Royal Lunatic Asylum, Perth (1827) [6]
- Église paroissiale de North Leith, rue Madeira, Leith (1814) Néoclassique
- Église de St John the Evangelist, Édimbourg (1818) Gothique
- Le Melville Monument au centre de St Andrew Square, Édimbourg (1820-3) (surmonté d'une statue de Robert Forrest ) [7]
- Nouvelle église abbatiale, Dunfermline, Fife (1821)
- Madras College, St Andrews (1832) Jacobin

### Angleterre
- Adderstone Hall (en), près de Lucker, Northumberland (1819) Grec géorgien
- Cliveden, Buckinghamshire [8]
- Manoir de Harlaxton, Grantham, Lincolnshire
- Stoke Rochford Hall, Lincolnshire (1841-1843).
- Lynford Hall, Norfolk Jacobin
- Montagu House, Whitehall, Londres, Renaissance française, démoli
- Prestwold Hall, Loughborough, Leicestershire (1842) Classique
- Abbaye de Revesby, Lincolnshire (1845), élisabéthaine-jacobéenne
- South Rauceby Hall (en), South Rauceby Lincolnshire (1842)
- L'ancien doyenné, Lincoln, (1847)
- Sandon Hall (en), Staffordshire, (1852), jacobéen

### Irlande
- Château de Bangor (en), comté de Down, Irlande du Nord (1852) élisabéthain-jacobéen
- Château de Castlewellan, comté de Down, Irlande du Nord (1856) Baronnial écossais
- Château de Dartrey, près de Rockcorry dans le comté de Monaghan (années 1840) élisabéthain-jacobéen, démoli
- Helen's Tower, Clandeboye Estate près de Bangor (1848) Baronnial écossais
- Muckross House, Killarney, comté de Kerry (1843) Tudor

## Galerie

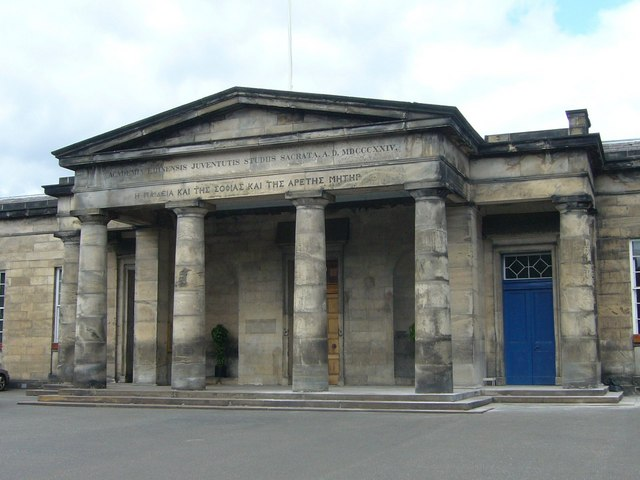
Académie d'Édimbourg
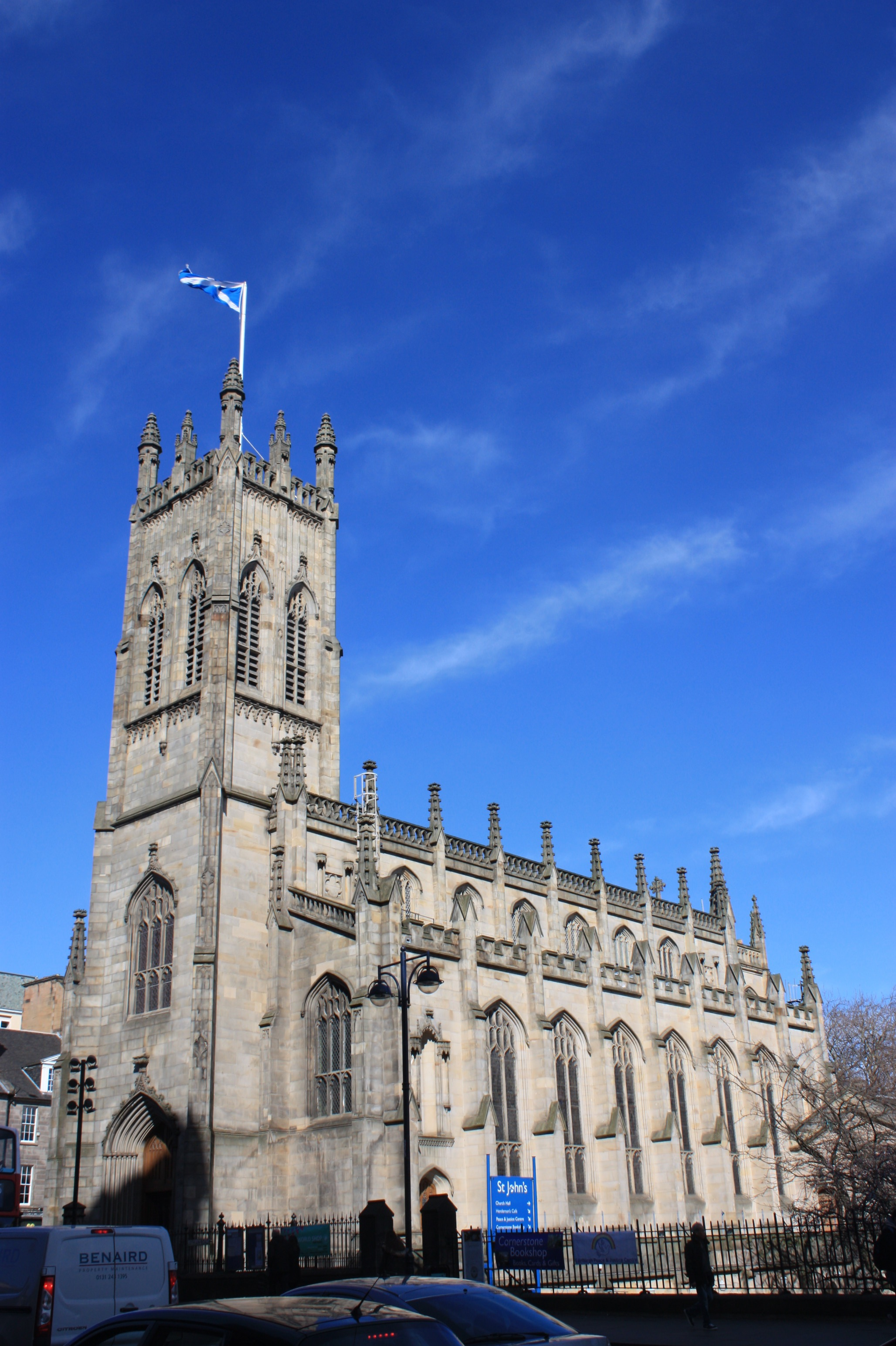
St John's Princes Street Édimbourg
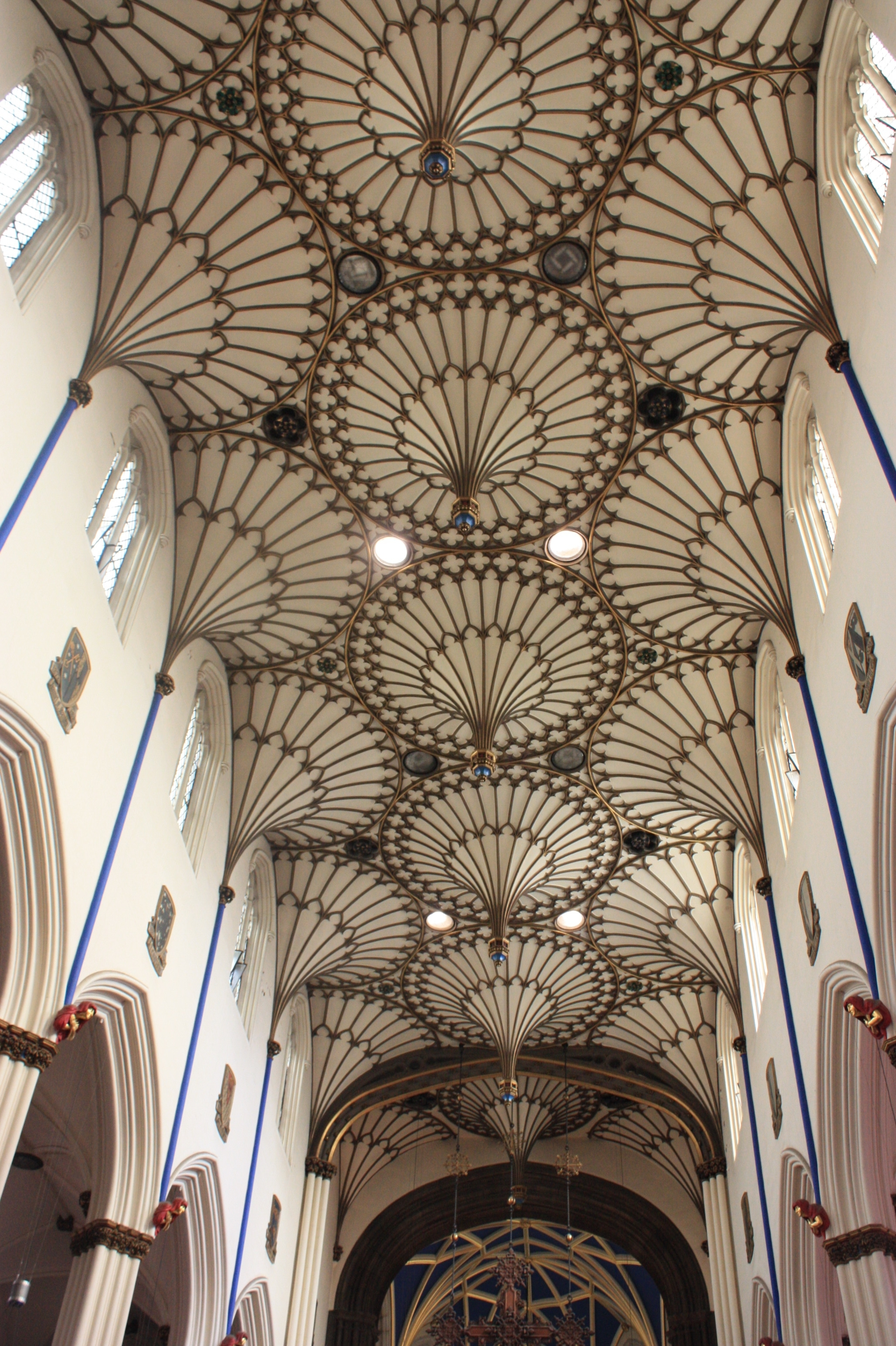
Plafond de St Johns, Princes Street, Édimbourg
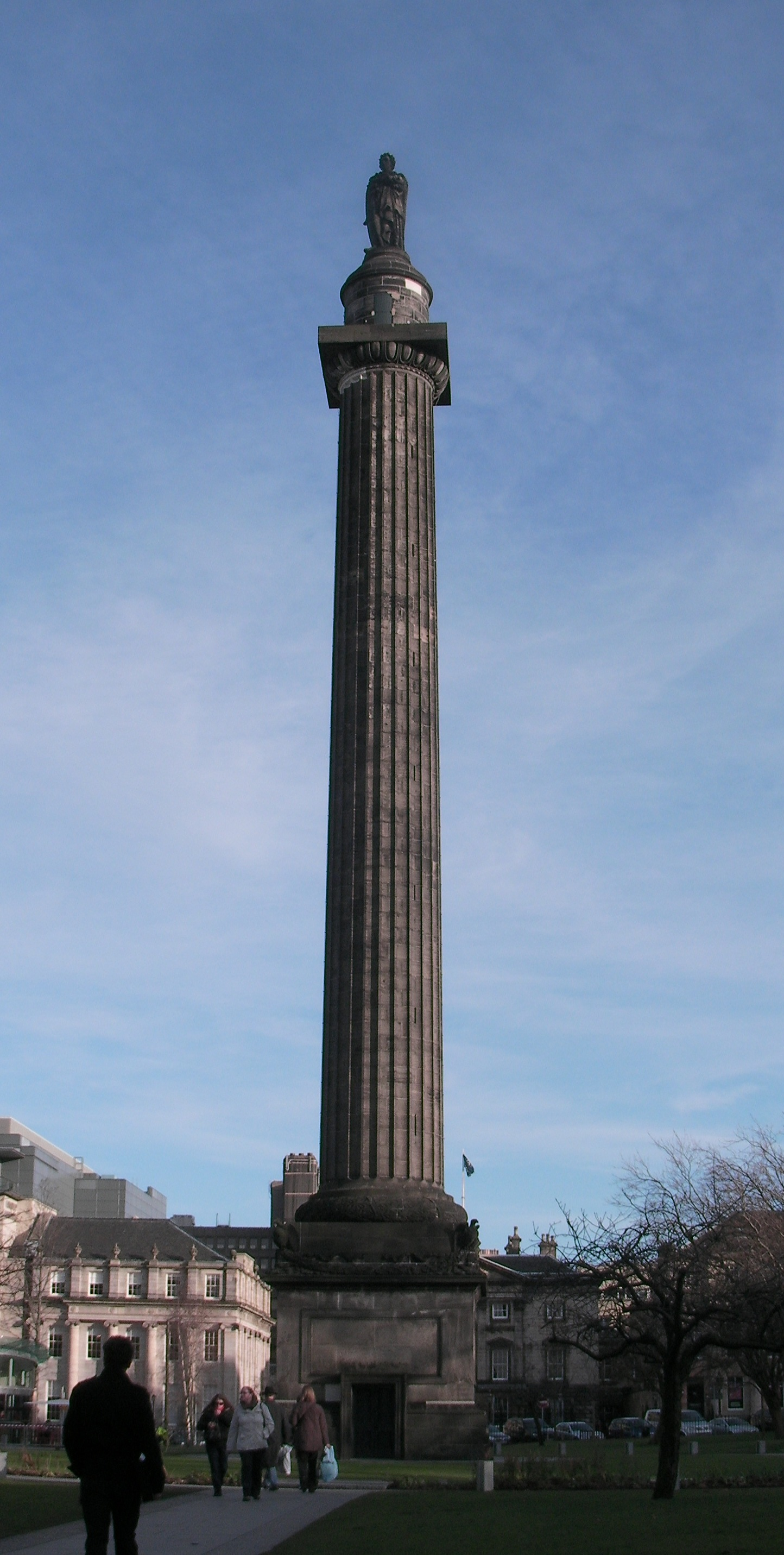
Melville Monument à St Andrew Square, Édimbourg
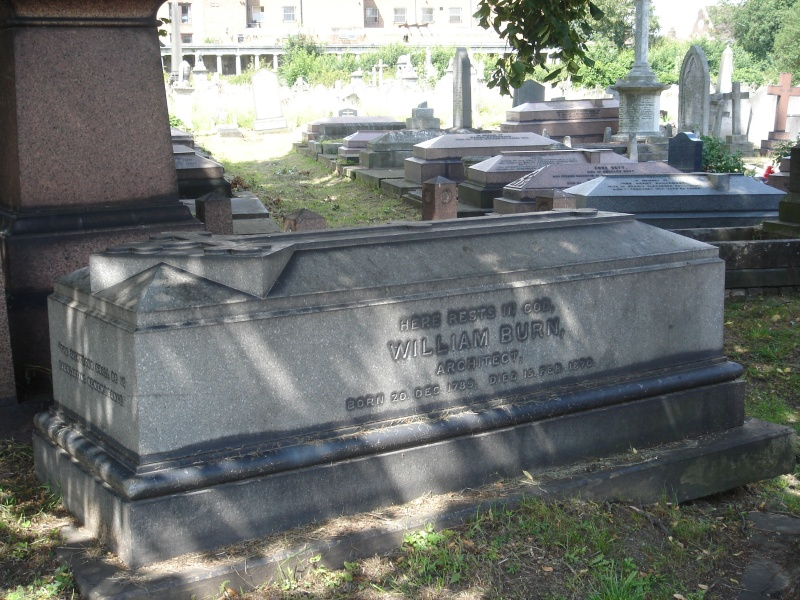
Monument funéraire de Burn, cimetière de Kensal Green, Londres
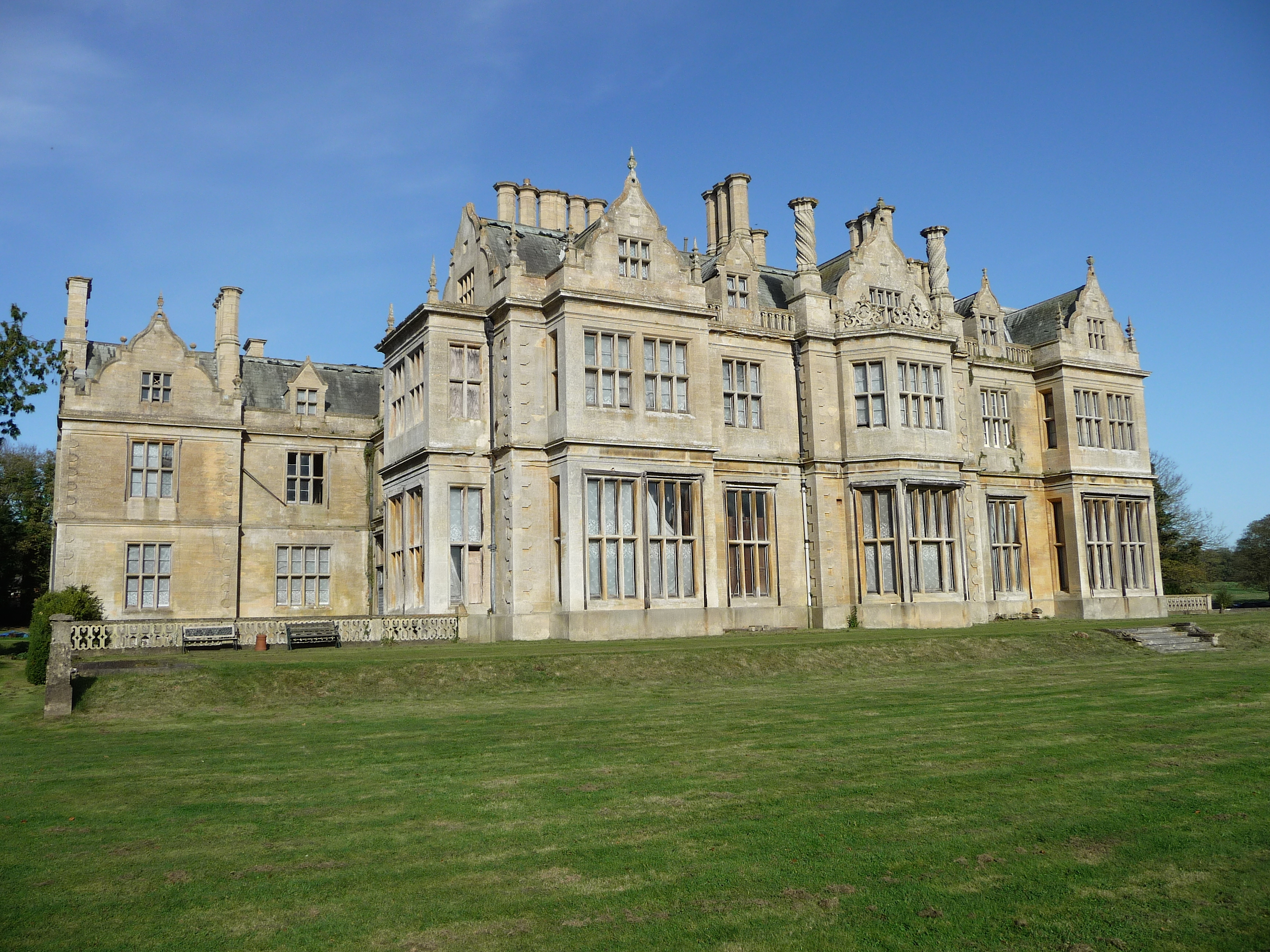
Abbaye de Revesby, Lincolnshire